# Калоскопи
Калоскопѝ или Кукувица (на гръцки: Καλοσκοπή, а преди 1927 г.: Κουκουβίτσα – Кукувица) е планинско село в дем Делфи, североизточна Фокида на Централна Гърция. Разположено е в североизточното подножие на планината Гиона, на 8 км западно от Кастелия и на 19 км северно от Амфиса. През 2001 г. населението му е 335 жители.